# Легендарна тачанка
Легендарна тачанка — радянський пропагандистський пам'ятник у місті Каховка Херсонської області, що увічнює тачанку, широко використовувану в українських степах у часи радянсько-української війни та громадянської війни в Росії, зокрема, в кінних військах Червоної армії. Монумент споруджений на честь 50-річчя Жовтневого перевороту, присвячений боям на Каховському плацдармі в 1920 році.

## Місце
Саме з херсонських і миколаївських степів розгорталася наступальна операція Червоної армії, спрямована на Крим, який тоді був бастіоном білогвардійських військ. У 1920 році поряд із нинішнім місцем пам'ятника розташовувався командний пункт комдива Василя Блюхера.
20 вересня 1920 р., за рішенням партії більшовиків, був сформований Південний фронт, увага якого була націлена на розгром Врангеля. Командувачем Південного фронту був призначений М. В. Фрунзе.
Під час боїв під Каховкою, 14-16 жовтня, червоноармійцями була відбита найбільша танкова атака за роки Першої світової та громадянської воєн, коли одночасно йшли 12 танків та 16 бронемашин.
Знищивши 20-тисячне континентальне військо російського монархіста Врангеля, більшовики захопили Крим, де вбили близько 50 тисяч осіб, переважно представників опозиційно налаштованої інтелігенції, які не встигли разом із залишками врангелівської армії виїхати на кораблях до Туреччини.

## Пам'ятник
Виготовлений у 1967 році в Ленінграді на заводі «Монумент-скульптура», звідки був доставлений до Каховки і змонтований на кургані поряд з пам'ятним знаком на місці командного пункту маршала СРСР Василя Блюхера.
Автори монументу — скульптори Ю. Лоховінін, Л. Міхайльонок, Л. Радіонов, архітектор Є. Полторацький. Авторський колектив, який працював над пам'ятником, консультував Семен Будьонний.
Урочисте відкриття відбулося в кінці жовтня 1967 року. Скульптура виконана із бронзи і має висоту 8 метрів. 1983 року Легендарна тачанка була оголошена пам'ятником історії місцевого значення.
Із розпадом Радянського Союзу пам'ятник втратив свою колишню славу і привабливість в очах туристів. Його не раз грабували, вирізали частини металевих конструкцій. Він похилився і заіржавів. 2006 року тачанку частково відновили.

## Опис

Монумент являє собою бойову кулеметну тачанку, яка мчить в упряжці четвірки коней. На передній частині тачанки зображена фігура бійця в будьонівці — він підвівся з сидіння й, тримаючи віжки в простягнутих руках, направляє стрімкий біг коней.
В центрі тачанки — фігура командира в кашкеті та шинелі, що стоїть на весь зріст. В правій руці він тримає на довгій жердині прапор, лівою рукою тримається за переднє сидіння тачанки.
Третій червоноармієць в будьонівці — кулеметник, він підвівся і, тримаючись лівою рукою за тачанку, уважно дивиться вперед, в правій руці він тримає гвинтівку. Кулемет, приведений в бойову готовність, стоїть на задньому сидінні тачанки. Стрімкий рух тачанки підкреслено також і зображенням коліс, шпиць яких не видно від швидкого обертання.
Скульптурна група споруджена на штучно-насипному кургані висотою 10 м, довжиною 85 м і шириною 75 м. Курган задерновано.
Висота скульптури — 8 м, довжина — 18 м, ширина — 9 м. Загальна вага — 120 тонн, в тому числі 78 тонн бронзи (скульптурна частина), підтримуючі стальні конструкції та чавунні плити — 42 тонни. Під плінтом — цоколь з гранітних брил. В ніші кургана закладені ампули зі «священною землею міст-героїв»: Москви, Києва, Севастополя, Одеси, Ленінграда, Волгограда та фортеці-героя Бреста.
На гранітній плиті, що закриває нішу, висічений напис: «Сини трудового народу ви себе віддали революції! Хай же символом вашого безсмертя буде священна земля з братських могил, що зберігається тут».
== Відповідність пам'ятника історичним реаліям == — Частин Нестора Махна, для яких тачанка була основою мобільних сил і які імовірно вигадали цей бойовий транспорт, в боях на Каховському плацдармі не було. Вони в цей час проводили операцію проти сил білих, які прорвалися до Дону.
- У Каховці під час цієї операції був тиловий рубіж, до якого білі не дотягнулися через брак кавалерії.
- Ні дві російські, ні одна латиська дивізії, задіяні з боку червоних в боях, будьонівок не носили. Цей головний убір став елементом річної форми Червоної армії лише у 1922 році.

## Декомунізація
Взимку 2015/2016 року після виходу закону про декомунізацію в Каховці була створена комісія з декомунізації. Під час її засідань була озвучена пропозиція створити на місці «Легендарної тачанки» музей монументальної пропаганди тоталітарної епохи, де б можна було розмістити «декомунізовані» пам'ятники Леніну, Фрунзе та іншим радянським керманичам. Натомість керівництво міста від цієї ідеї навідріз відмовилось і до питання подальшої долі «Легендарної тачанки» не поверталось.
15 січня 2020 року міський голова Каховки Андрій Дяченко заявив, що Інститут національної пам'яті вимагає демонтувати «Легендарну тачанку» як символ комунізму. На підтвердження власних слів він продемонстрував листа від Інституту, датованого 4 грудня. У листі зазначено, що до Інститут надійшло звернення щодо виконання мерією Каховки закону про декомунізацію на предмет демонтажу пам'ятників «Легендарна тачанка» і «Дівчина в шинелі», та просять надати відповідь. Про надання відповіді у публічній сфері відомостей немає, але Дяченко заявив про початок кампанії із захисту пам'ятника.
Голова Херсонської ОДА Юрій Гусєв виступив з пропозицією облаштувати біля пам'ятника червоноармійській тачанці Музей монументальної тоталітарної скульптури.
Користувачі соцмереж звернули увагу, що в листі Інституту національної пам'яті немає вимоги про знесення, а є лише прохання відповісти на запит та вирішити, що робити з пам'яткою.

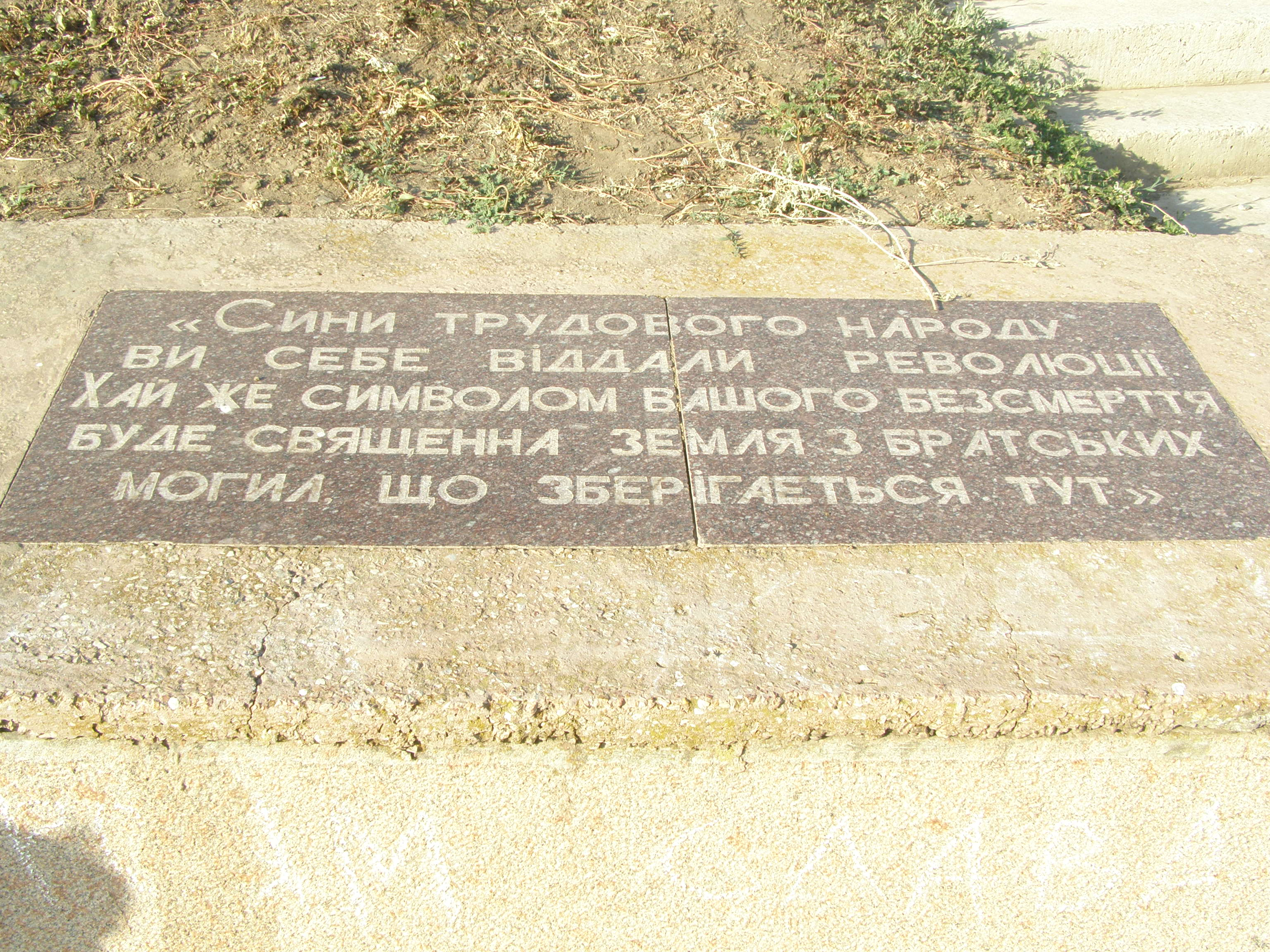
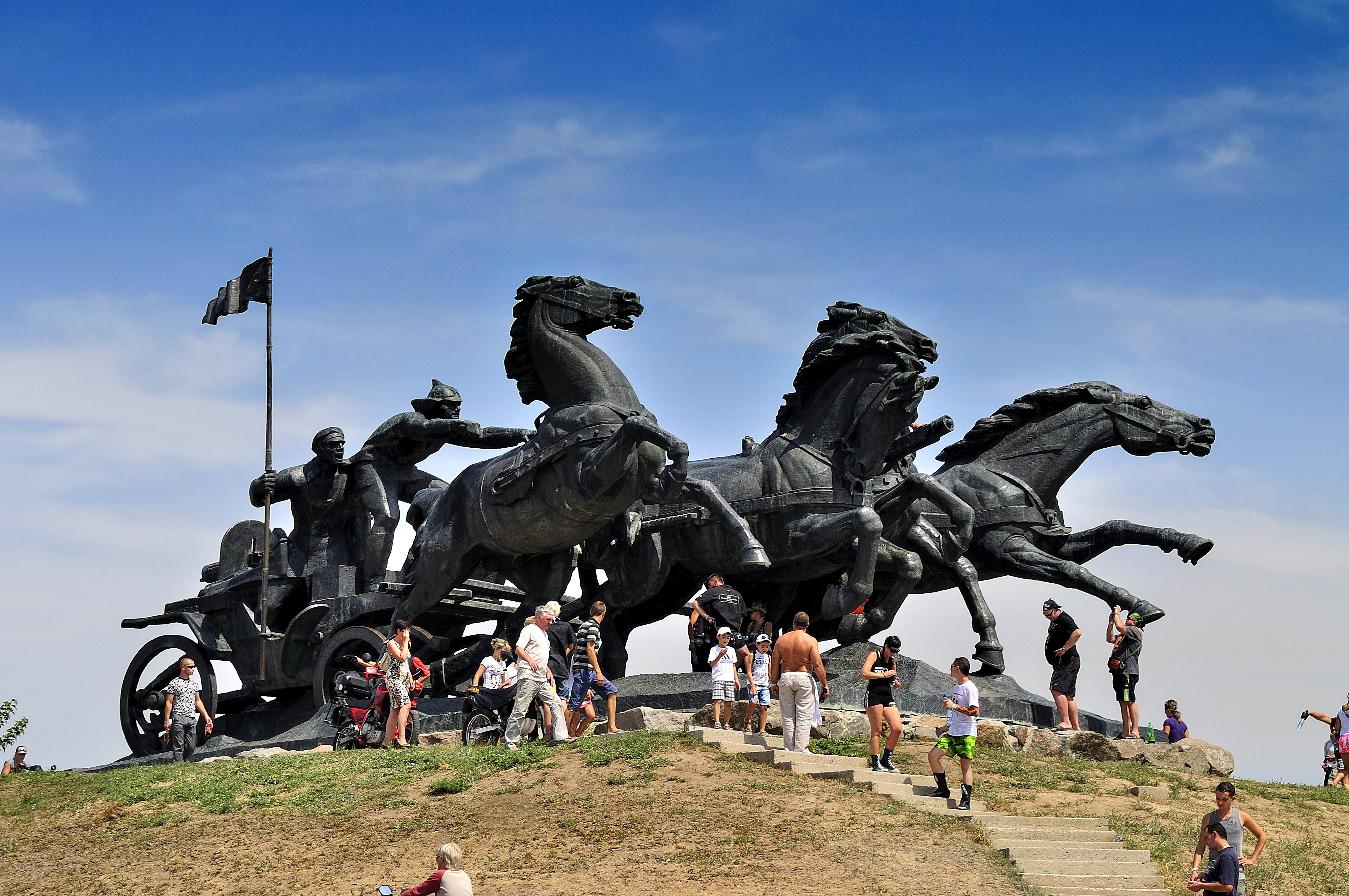
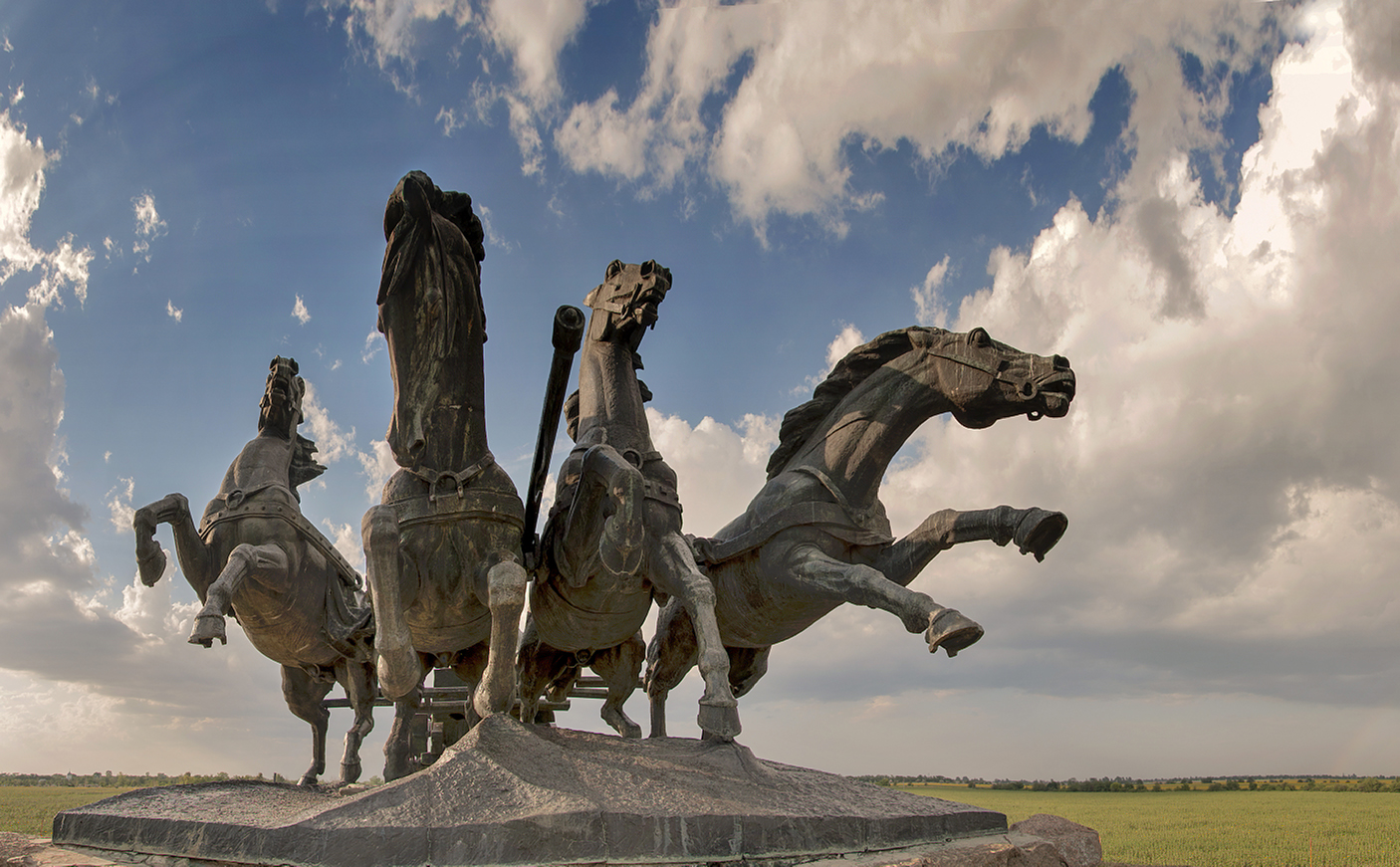
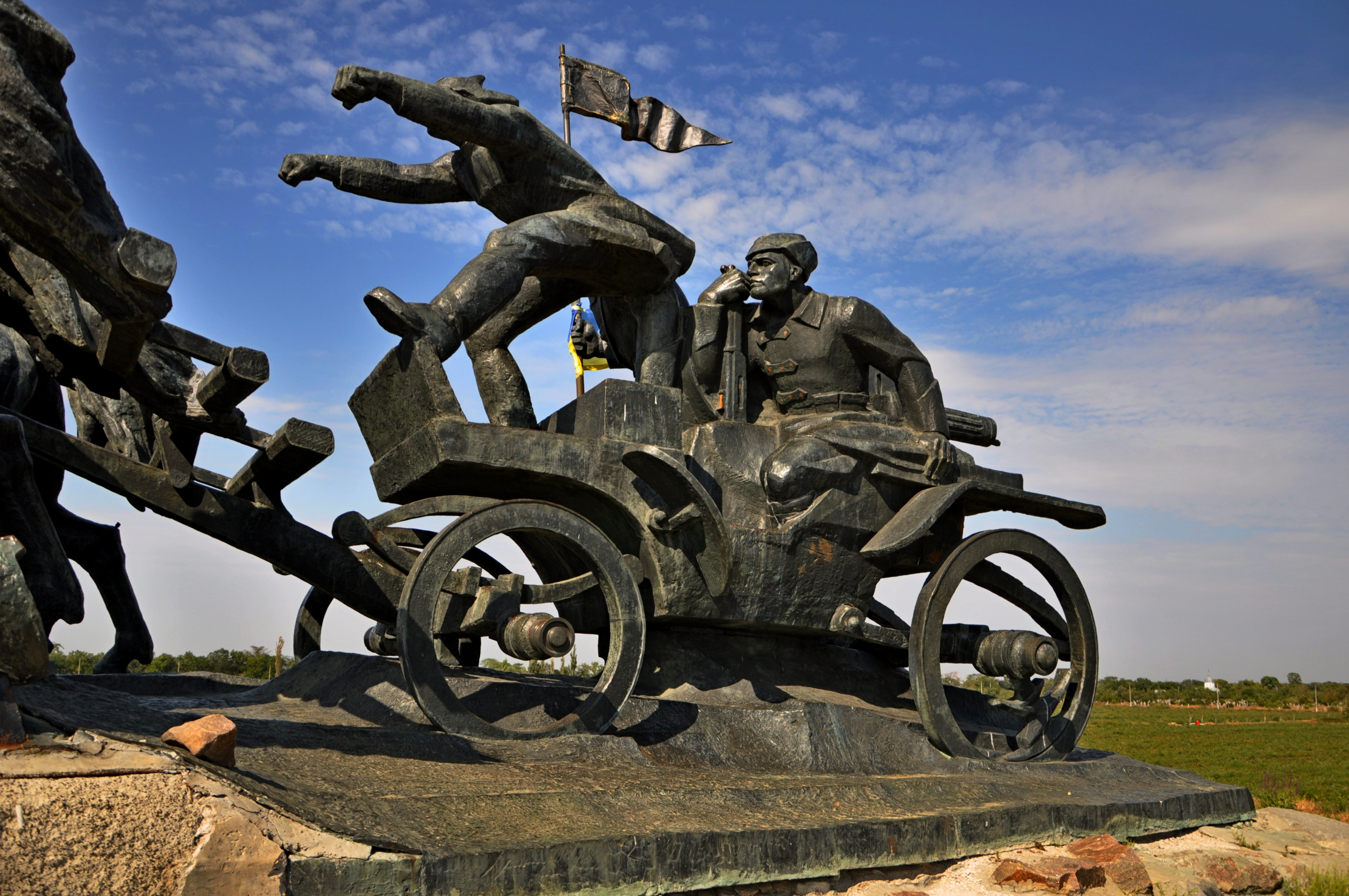

Пам'ятник на радянських поштових конвертах
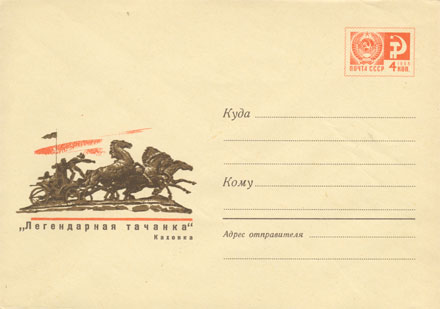
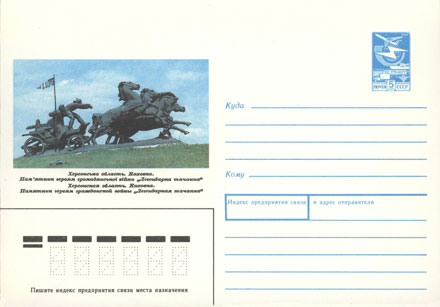